# Summerhill School
La Summerhill School è una scuola fondata da Alexander Sutherland Neill nel 1921, nonché uno dei più significativi esperimenti di pedagogia libertaria. È un collegio indipendente britannico organizzato come una comunità democratica; è frequentato da ragazzi dai quattro ai sedici anni che generalmente provengono da Paesi stranieri.
È una scuola non repressiva priva di qualunque tipo di autorità o di gerarchia; le abitazioni degli allievi sono suddivise in base all'età e per ogni gruppo è previsto un assistente. Le lezioni sono facoltative; esiste un orario, ma vale solo per gli insegnanti.
I ragazzi sono liberi di fare quello che vogliono, a patto che le loro azioni non provochino alcun danno agli altri, secondo il principio di Neill «Libertà, non Licenza». Neill è autore di un libro con lo stesso titolo. I primi quaranta anni di questa rivoluzionaria esperienza educativa sono descritti nel libro “Liberi bambini a Summerhill” .

## Storia
La Summerhill School è stata fondata nel 1921 a Hellerau, vicino a Dresda (in Germania) come scuola internazionale. In seguito Neill, insoddisfatto dei risultati ottenuti, si reca a Sonntagberg in Austria; nel 1923 si trasferisce infine a Lyme Regis, in Inghilterra. La casa di Lyme Regis è stata chiamata Summerhill, e questo divenne il nome della scuola. Nel 1927 la scuola si è trasferita nella sede attuale a Leiston, Suffolk, in Inghilterra. Alexander Neill muore nel 1973 e da allora la scuola viene gestita dalla moglie, Ena, fino al 1985.
Oggi è un collegio e una scuola diurna gestita dalla figlia di Neill, Zoe Neill Readhead.

## Filosofia
Summerhill vuole essere la dimostrazione che «il vero principio dell'educazione non ha bisogno di ricorrere alla paura e alla costrizione».
A Summerhill l'autorità non maschera una forma sistematica di manipolazione. L'esperienza compiuta da Neil ed i suoi collaboratori è l'applicazione della convinzione che la scuola dovrebbe essere fatta su misura per il bambino, piuttosto che il contrario. Sono stati quaranta anni di esperienza nella scuola a portare Neill a concepire questo metodo educativo; ha lavorato nelle scuole di stato con molti bambini ed è giunto alla conclusione che un bambino è “difficile” spesso perché in famiglia è stato educato con la paura, le restrizioni e i ricatti: è per questo che ha fondato Summerhill.
A Summerhill i ragazzi non temono l'autorità di Neill, vivono rispettandosi a vicenda e hanno gli stessi diritti e gli stessi doveri. Principio basilare è la parità nei rapporti adulto-bambino.
Neill afferma che «il successo è la capacità di lavorare con gioia e di vivere positivamente».  Si potrebbe perciò dire che Summerhill vuole essere una scuola che mira ad educare prima che ad istruire. Questa scuola rispecchia la convinzione che i bambini dovrebbero progredire al proprio ritmo, piuttosto che dover perseguire obiettivi standard per una determinata età. Tutte le lezioni sono facoltative, e gli alunni sono liberi di scegliere cosa fare con il loro tempo.
Non esiste il concetto di classe tradizionale. I bambini vengono suddivisi, secondo le loro capacità, in gruppi. Non è raro per una sola classe avere alunni di diversa età. Oltre a gestire il proprio tempo, gli studenti possono partecipare alla comunità di autogoverno della scuola, nelle riunioni scolastiche, tre volte la settimana, gli allievi e il personale scolastico prendono decisioni che riguardano la loro vita giorno per giorno, discutendo i problemi e votando le leggi scolastiche. Le norme concordate a questi incontri riguardano tutti gli aspetti della vita in comune. Le riunioni servono anche a risolvere conflitti, come la pena per un furto (di solito il fine consiste di dover restituire l'importo rubato).

## Sessualità
Neill, avvicinandosi al pensiero di Freud, è favorevole alla libera espressione della sessualità infantile, considerata condizione necessaria per lo sviluppo della personalità. I giochi eterosessuali, nella prima infanzia, sono il presupposto di una vita sessuale piena ed equilibrata. Per via della convinzione che il bambino sia vittima di molti tabù sessuali (secondo Neill il bambino impara molto presto che il peccato sessuale è il più grave), la scuola dedica molto tempo alla terapia dei bambini repressi attraverso lezioni private, tecnica vicina ai colloqui psicoanalitici.
()

## Struttura educativa
Gli allievi alloggiano in edifici in base all'età:

### San
Età compresa tra 6 - 8 (circa) Il nome San deriva dal fatto che questo edificio era stato originariamente costruito come sanatorio, successivamente è stato dedicato alla sistemazione dei più piccoli e dei loro assistenti. Le regole per i bambini più piccoli sono quelle che evitano attività pericolose per proteggerli dagli atti di bullismo dei bambini più grandi. Solo a quest'età i bambini possono dormire in camerate di maschi e femmine.

### Cottage
Età 9 - 10 (circa) I bambini alloggiano in un casolare vicino alla scuola e in quest'età (chiamata da Neil "età gangster"
) iniziano a diventare più aggressivi e a compiere dei piccoli "reati" come il furto. Infatti è importante separarli dai bambini più piccoli e ingenui.

### House
Età 11-12 (circa) I bambini sono alloggiati nell'edificio della scuola principale, chiamata semplicemente "la Casa". Essi sono generalmente i più indisciplinati e dirompenti. Le infrazioni più comuni sono mangiare a tarda notte o lasciare le loro stanze, senza permesso, dopo l'orario stabilito  ( "sneak out").

### Shack
Età 13-14 (circa) Gli edifici Shack (ce ne sono due, la Boy's Shack e le Girl's Shack
) sono piccoli annessi, così chiamato a causa della natura della loro struttura. Le costruzioni sono state ristrutturate. I bambini in quest'età cominciano ad avere maggiori responsabilità, presiedono le riunioni scolastiche, mediano le controversie e partecipano ai comitati. Il più delle volte sono anche imitati dai bambini più piccoli.

### Carriages
Età 15-16 Gli edifici sono simili a quelli degli Shack, solo più grandi.I ragazzi hanno proprie camere e non sono assistiti dagli houseparent, devono gestirsi in maniera autonoma. Gli allievi possono aiutare anche i bambini più piccoli per consulenze ed accudirli in caso di malattia.

## Risoluzione dei conflitti
Ci sono due principali metodi per risolvere i conflitti a Summerhill.

### Difensori civici
I difensori civici sono un comitato eletto dai membri più anziani della comunità, il cui compito è quello di intervenire nelle controversie e di mediare. Se il conflitto non può essere risolto o vengono ignorati gli avvisi del difensore civico, il caso è oggetto di discussione nella riunione della scuola.

### Tribunale
Il tribunale è l'incontro scolastico che si occupa dei bambini che infrangono le regole. Il presidente chiede agli accusati se hanno commesso il "reato" e se hanno qualcosa da dire, quindi vengono interpellati eventuali testimoni. Se l'imputato ammette il reato o ci sono testimonianze attendibili, il presidente decide la sanzione; in caso contrario è aperta la discussione. Se non ci sono prove chiare su chi è colpevole (per esempio, nel caso di un furto inosservato), è spesso nominata una commissione d'inchiesta. La commissione d'inchiesta ha il potere di cercare nelle stanze della bambini e di interrogare le persone. Una volta stabilito che una persona ha infranto le regole, la riunione deve proporre e poi votare per decidere una multa. Le multe possono includere perdita di diritti, per esempio, non essere ammesso un giorno a scuola, essere l'ultimo a ricevere il pranzo, o raccogliere la spazzatura per un tempo definito. In caso di furto, di solito è considerato sufficiente per il ladro restituire ciò che è stato rubato.

## Opinioni
I giornalisti dell'epoca l'hanno chiamato la «scuola di fai quel che ti pare», mostrando con quanta facilità un'opera così basilare per la teoria dell'educazione possa essere fraintesa. Max Rafferty considera le teorie di Neill poco originali e affatto rivoluzionarie, perché riprendono la teoria di Jean-Jacques Rousseau. Come possono i bambini imparare ad agire in modo ordinato e disciplinato se vengono abituati a fare ciò che più piace loro? Secondo il critico, Summerhill inganna il bambino perché, adattando la scuola a lui, lo si induce a pensare che il mondo intero gli si adatterà. 
Secondo Bruno Bettelheim «Neill è una persona profondamente umana, un educatore capace, non è, né vuole essere, un filosofo, un esperto di psicoanalisi.»  Secondo Bettelheim a Summerhill non avvengono “gravi incidenti” perché la maggioranza dei bambini è cresciuta in una atmosfera vittoriana e a cinque anni, l'età minima per entrare a Summerhill, hanno strutturato un Super-io abbastanza forte da “prevenire gli eccessi”. Summerhill regge, secondo lo psicoanalista austriaco, «per il fatto che tutto dipende dal modo in cui i bambini si identificano in Neill».

## Ispezioni governative
Summerhill ha avuto un rapporto conflittuale con il governo britannico, ed è tuttora la scuola più controllata del paese. Negli anni 1990 è stata ispezionata nove volte. L'Ufficio per gli Standard nell'Istruzione aveva inserito Summerhill in una lista segreta di 61 scuole indipendenti, contrassegnate come TBW (to be watched - da sorvegliare).

## La scuola sui media
La serie di documentari Summerhill at 70, della Channel 4, fu trasmessa il 30 marzo 1992, ma rimane inedita in Italia.
La produzione televisiva del 2008 Summerhill, mandata in onda sul primo canale della BBC e sulla CBBC a puntate, e su BBC Four come film tv, presentò una versione molto romanzata del caso legale e degli eventi seguiti alle ispezioni governative del 2000. La maggioranza delle scene fu registrata usando gli interni e gli esterni della scuola, compresi alcuni alunni come comparse. La produzione presentò una visione positiva della scuola su decisione del regista, Jon East, che desiderava sfidare il paradigma corrente di cosa fosse una scuola, almeno come viene comunemente intesa nella cultura popolare. L'opera ha ricevuto due premi BAFTA compreso uno per la sceneggiatura di Alison Hume.
La serie è stata mandata in onda in Italia per la prima volta dal canale Rai Premium il 27 settembre 2014, come film tv di due ore.

## Summerhill nella cultura di massa
- Enid Blyton è la ragazza più cattiva della serie Girl'. Questa serie è ambientata in una scuola immaginaria, Whyteleafe, che condivide molte somiglianze con Summerhill, i bambini si gestiscono da soli, non vengono puniti dagli insegnanti ma eventualmente "processati" negli incontri scolastici dai loro coetanei.[10]
- Nel libro La sedia d'argento della serie Le cronache di Narnia si parla di una scuola chiamata Experiment House, e le caratteristiche di questa sono in qualche modo simili a Summerhill School.[11]
- Nel libro Rosemary's Baby il personaggio principale legge una copia del libro di Neil Summerhill.[12]